# Eure
Eure é um departamento da França localizado na região Alta Normandia. Sua capital é a cidade de Évreux.